# Юго-восточная диалектная зона

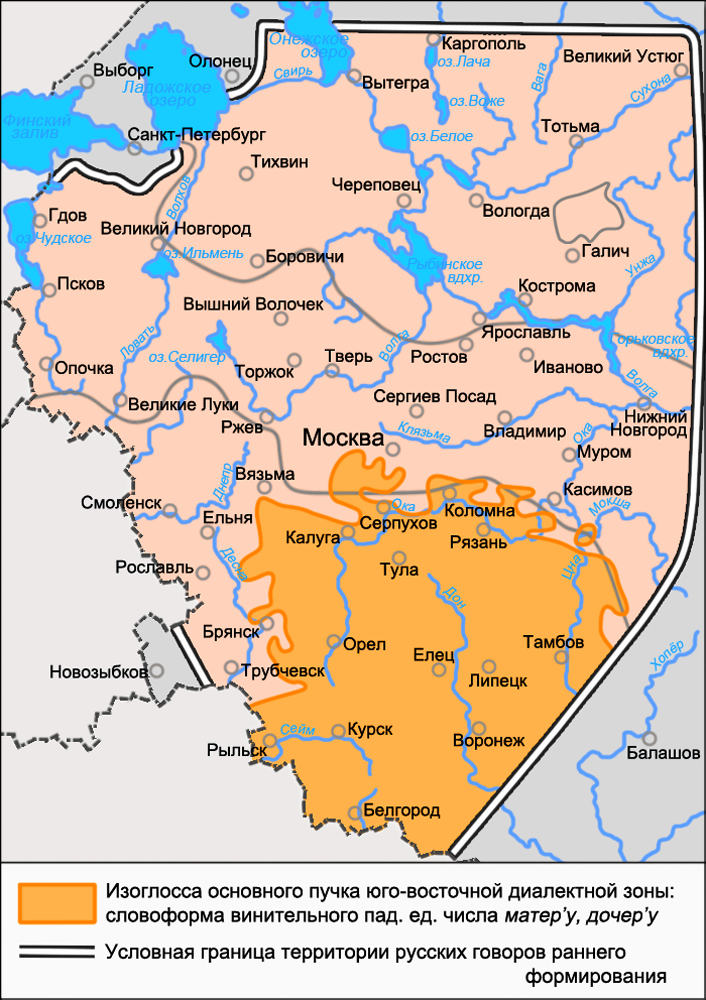
Основной пучок изоглосс юго-восточной диалектной зоны (карта пучков изоглосс 1)

Ю́го-восто́чная диале́ктная зо́на — одна из диалектных зон русского языка, размещённая в юго-восточной части территории распространения русских говоров первичного формирования, в основном в пределах южного наречия, исключая его западные районы. Ряд изоглосс юго-восточной диалектной зоны охватывает территории восточных среднерусских и селигеро-торжковских говоров, а также заходит в пределы западных южнорусских говоров. Кроме того, языковые черты юго-восточной диалектной зоны отмечаются в донских казачьих говорах.
Общность черт юго-восточной зоны отражает тенденции языкового развития части южнорусских говоров в определённый исторический период. Если учитывать входящие в территорию диалектной зоны земли, населённые русскими до начала освоения с XVI века лесостепных и степных районов, то можно проследить близость границ этих земель с границами Рязанского и Верховских княжеств средневековой эпохи.
В сравнении с другими диалектными зонами русского языка юго-восточная зона является наиболее насыщенной по числу формирующих её диалектных черт. В связи с этим языковой строй находящихся в её границах диалектных объединений (Рязанской, Курско-Орловской и Тульской групп, а также елецких и оскольских говоров) отличается наиболее выразительной характеристикой, представленной большим числом своеобразных языковых явлений.
К основным фонетическим явлениям юго-восточной диалектной зоны относят: ассимилятивное прогрессивное смягчение [к] в положении после парных мягких согласных и /j/ (ба́[н’к’]а, ча[йк’]у́); совпадение заударных /а/ и /о/ в гласном [а] в конечном закрытом слоге; случаи совпадения /е/, /а/ и /и/ в гласном [а] в заударных слогах после мягких согласных перед твёрдыми (мế[с’а]ц, де́[н’а]г, бро́[с’а]л); ассимилятивное смягчение губных согласных перед мягкими заднеязычными (дế[ф’к’]и, ма́[м’к’]и); смягчение заднеязычных звонких согласных в формах творительного падежа существительных (у́т[ки]ми, де́н’[ги]ми); наличие слов с мягким согласным [р’] типа кома́[р’], ста́[р’]ший и т. д.

К основным чертам в области морфологии относят: наличие форм винительного падежа единственного числа существительных мать и дочь, образованных с суффиксом -ер- и окончанием -у (ма́тер’у, до́чер’у); формы существительных среднего рода, согласующиеся с прилагательными и местоимениями женского рода (кака́йа молокố, бол’ша́йа с’олố); формы множественного числа существительных женского рода с окончанием -а́ под ударением (лошад’а́, деревн’а́, зелен’а́); наличие ударного гласного [о́] (реже [е́]) в случаях типа п’[о́]тна (п[е́]тна); формы множественного числа кратких предикативных прилагательных (сы́ти, ра́ди); исключительное распространение местоимения он[и́]; возвратные формы глаголов с постфиксом -си после согласных -л и -ш (умы́л[си], бои́ш[си]); парадигма глаголов I спряжения с гласным [е] в основе (нес[е́]ш, нес[е́]т, нес[е́]м, нес[е́]те); деепричастия прошедшего времени с суффиксом -мши и т. д.

Для лексики юго-восточной диалектной зоны характерно распространение таких слов, как: махо́тка «глиняный горшок для молока»; зеленя́ «всходы ржи»; стрыгу́н «жеребёнок на втором году»; ча́пля «сковородник» и других.
Как и все остальные диалектные зоны русского языка, юго-восточная зона является особой величиной в русской диалектологии, имеющей прежде всего вспомогательное значение. Данная диалектная зона не является частью северного или южного наречий, её ареал противопоставляется всей остальной территории распространения русского языка. Впервые юго-восточная диалектная зона была выделена К. Ф. Захаровой и В. Г. Орловой, её описание было дано в издании «Русская диалектология» 1964 года.

## Общие сведения и значение в классификации
Как диалектная единица юго-восточная диалектная зона в числе остальных диалектных зон русского языка связана с членением территории русских говоров раннего формирования в целом. Комплексу языковых черт юго-восточной диалектной зоны противостоят не единые комплексы других диалектных зон и не единые комплексы каких-либо других диалектных объединений, а языковые черты или совокупности черт всей остальной территории. Так, например, явлению ассимилятивного прогрессивного смягчения [к] в положении после парных мягких согласных и /j/ противопоставлены взятые в целом смягчение [к] только после парных мягких согласных при отсутствии смягчения после /j/ в говорах Костромской группы и в северных владимирско-поволжских говорах, смягчение [к] после парных мягких согласных, /ч/ и /j/ в южных вологодских говорах и отсутствие данного явления на остальной территории (как и в русском литературном языке); произношению слов со вставными гласными [а] или [ъ] (с[а]моро́дина или с[ъ]моро́дина) противопоставлено произношение слов без вставного гласного на всей остальной территории распространения русских говоров, сходное с произношением в литературном языке. Диалектные зоны связаны с бинарным членением области распространения русских говоров раннего заселения так же, как и наречия, но в отличие от северного или южного наречий диалектные зоны формируют меньшие по охвату сочетания ареалов языковых явлений и не образуют как наречия попарно противопоставляемых диалектных величин, имеющих в комплексе своих черт одни и те же соответственные явления. Границы ареалов диалектных зон по-разному пересекают ареалы наречий, при этом ареалы диалектных зон, как правило, размещаются одновременно на части территории одного из наречий и на части территории среднерусских говоров — так, юго-восточная диалектная зона размещена в пределах центральных и восточных частей территории южного наречия и в пределах восточной части территории среднерусских говоров. В соответствии с этим юго-восточная зона в числе других диалектных зон составляет особый дополнительный тип членения русского языка — диалектная зона не противопоставляется другой диалектной зоне или всей их совокупности, не является частью того или иного наречия (юго-восточная диалектная зона в данном случае не является частью южного наречия) и не входит в имеющую соподчинённый характер структуру членения русского языка, в которую включены наречия и группы говоров.
Диалектные зоны как диалектные единицы были выделены авторами диалектного членения русского языка 1964 года К. Ф. Захаровой и В. Г. Орловой. Впервые понятие «диалектная зона» появилось в работе «Русская диалектология» 1964 года, а подробная языковая характеристика диалектных зон (включая юго-восточную) была представлена в работе «Диалектное членение русского языка» 1970 года. Выделение диалектных зон стало возможным после анализа материалов, собранных для составления «Диалектологического атласа русского языка», — в результате изучения закономерностей лингвистического ландшафта, представленного на вошедших в атлас картах. Установление дополнительного членения всей территории русского языка на диалектные зоны (наряду с основным — на наречия) имеет вспомогательный характер. Данный тип членения подчёркивает связи между группами говоров, которые охватываются ареалом одной диалектной зоны, и указывает на отличие этих групп от прочих групп говоров, охватываемых ареалами других зон; позволяет выделить особые по характеру языкового строя межзональные (переходные) говоры; даёт возможность приводить сокращённую характеристику групп говоров (без повтора перечисления одинаковых диалектных черт для разных групп говоров, а только с указанием на их наличие в какой-либо диалектной зоне). В случае с юго-восточной диалектной зоной в периферийных частях её ареала, пересекающихся с окраинными частями ареалов других диалектных зон, противостоящих юго-восточной территориально, локализуются межзональные (переходные) южнорусские говоры и восточные среднерусские говоры. Внутри же юго-восточной диалектной зоны размещены рязанские, курско-орловские, тульские, елецкие и оскольские говоры, связанные общими чертами этой зоны и отчётливо противопоставленные говорам, размещённым внутри других диалектных зон. Кроме того, группировка говоров в определённой диалектной зоне позволяет выявить их генезис, даёт материал для изучения исторических процессов, происходивших в разное время в русских диалектах. Очертания пучков изоглосс, выделяющих диалектную зону, могут быть различными, в связи с чем большинство диалектных зон представлено в нескольких разновидностях. Так, юго-восточная диалектная зона выделяется основным пучком изоглосс и пятью его вариантами.
Как и языковые комплексы наречий, языковые комплексы диалектных зон связаны с разными уровнями языка и разными типами соответственных явлений (двучленными и многочленными). В частности, в юго-восточной диалектной зоне отмечаются явления, связанные с такими уровнями языка, как фонетика (ассимилятивное прогрессивное смягчение согласного [к] в положении после парных мягких согласных и /j/; случаи совпадения /е/, /а/ и /и/ в гласном [а] в заударных слогах после мягких согласных перед твёрдыми и т. д.), морфология (наличие форм существительных среднего рода, согласующихся с прилагательными и местоимениями женского рода; исключительное распространение названий ягод с суффиксом -ик- и т. д.) и лексика (наличие слов махо́тка; зеленя́; ча́пля и т. д.); явления, связанные с такими типами соответственных явлений, как двучленные (произношение слова старший с мягким [р’] в основе, противопоставленное произношению этого слова с твёрдым [р] на всей остальной территории распространения русского языка) и многочленные явления (частице -си в возвратных формах глаголов настоящего и прошедшего времени на -л и -ш противопоставлены в вологодских говорах частицы -се, -с’о, во владимирско-поволжских — -са, в части говоров северо-западной диалектной зоны — -сы наряду с -си и в большинстве остальных говоров — -с’а). Юго-восточная диалектная зона входит в число пяти основных диалектных зон (наряду с западной, северо-западной, северо-восточной и юго-западной), имеющих наиболее важное значение в диалектном членении русского языка, кроме того, юго-восточная диалектная зона по составу входящих в неё языковых явлений (наряду с юго-западной) относится к наиболее сложным диалектным зонам.

## Особенности размещения
Территория юго-восточной диалектной зоны выделяется основным пучком изоглосс, включающим наибольшее число диалектных явлений, и пятью пучками изоглосс, близкими по очертанию к основному пучку, с меньшим числом явлений. Размещение пучков изоглосс с меньшим числом явлений, которые рассматриваются как варианты основного пучка (А, Б, В, Г и Д), отличается целым рядом особенностей. В частности, одни варианты проходят очень близко к основному пучку на его западном отрезке, но характеризуются значительной удалённостью от него на северном отрезке, и, наоборот, другие варианты размещаются компактно с основным пучком на северном отрезке и значительно расходятся с ним на западном. Чаще всего пучки изоглосс вариантов стремятся выйти за пределы изоглосс основного пучка, охватывая территории бо́льшие, чем территория ареала основного пучка. Некоторые варианты при значительном совмещении их ареалов с ареалами основного пучка изоглосс характеризуются наличием мелких островов за пределами основной территории юго-восточной диалектной зоны.
Совмещение отрезков различных пучков изоглосс юго-восточной диалектной зоны (в западной части) с пучками изоглосс западной (на её южном отрезке) и юго-западной зон разграничивает территорию распространения говоров южнорусского наречия, усиливая обособление её восточной и центральной частей (Курско-Орловской и Восточной (Рязанской) групп говоров с межзональными говорами Б между ними) от её западной части (от Западной, Верхне-Днепровской и Верхне-Деснинской групп говоров). Совмещение отрезков большей части пучков изоглосс юго-восточной диалектной зоны (в северной части) с пучками изоглосс южного наречия и южной диалектной зоны (на их восточных отрезках) усиливает разграничение говоров южного наречия от восточных среднерусских говоров. Ряд пучков изоглосс, заходящих на территорию среднерусских говоров, проходит по границе восточных и западных среднерусских говоров, усиливая их обособление друг от друга. Ряд изоглосс юго-восточной диалектной зоны входит в пучок, разделяющий окающие и акающие восточные среднерусские говоры, а также северные и южные говоры Владимирско-Поволжской группы, кроме того, по наличию или отсутствию некоторых черт юго-восточной зоны отмечается различие западных и восточных владимирско-поволжских говоров.
В области пересечения изоглосс юго-восточной диалектной зоны, с одной стороны, и изоглосс южной (II пучка), юго-западной (II пучка) и западной диалектных зон, с другой, локализуются межзональные говоры А южного наречия. В области совмещения крайних частей ареалов юго-восточной и I пучка юго-западной зон располагаются говоры Курско-Орловской группы. В области пересечения изоглосс юго-западной диалектной зоны (I пучка) и Курско-Орловской группы, с одной стороны, и изоглосс Рязанской группы говоров, с другой, на территории юго-восточной диалектной зоны размещаются межзональные говоры Б южного наречия. Восточные среднерусские говоры находятся в области взаимоналожений ареалов различных пучков изоглосс юго-восточной и северо-восточной диалектных зон.
К особенностям размещения юго-восточной диалектной зоны относят распространение некоторых её языковых черт в не имеющей с ней границ северо-западной диалектной зоне (преимущественно в её восточной части).
Ареал юго-восточной диалектной зоны совмещается с южной частью ареала центральной зоны и накладывается на восточную часть ареала южной и южные части ареалов западной и юго-западной диалектных зон.

## История

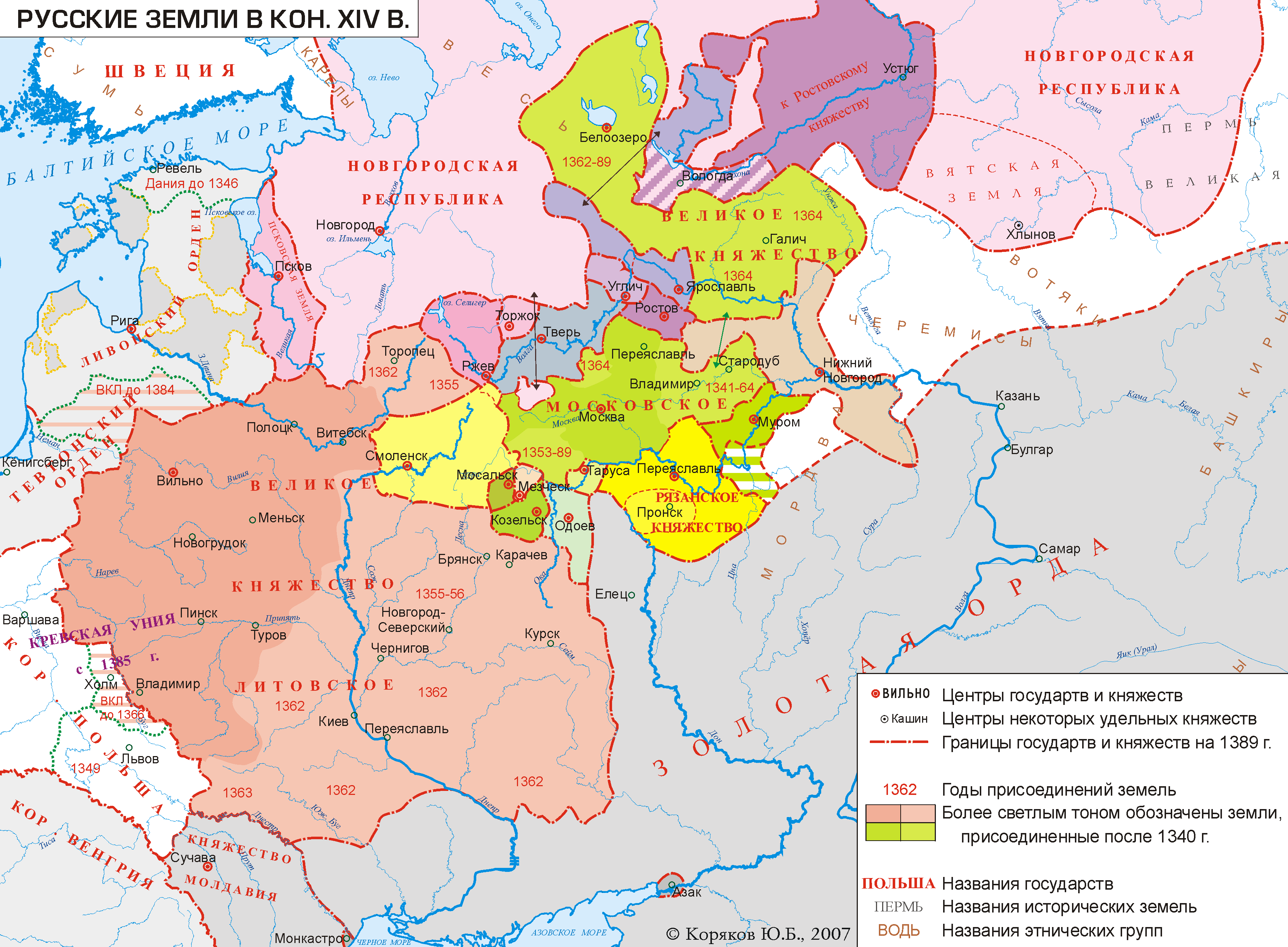
Рязанское и Верховские княжества на карте русских земель в конце XIV века

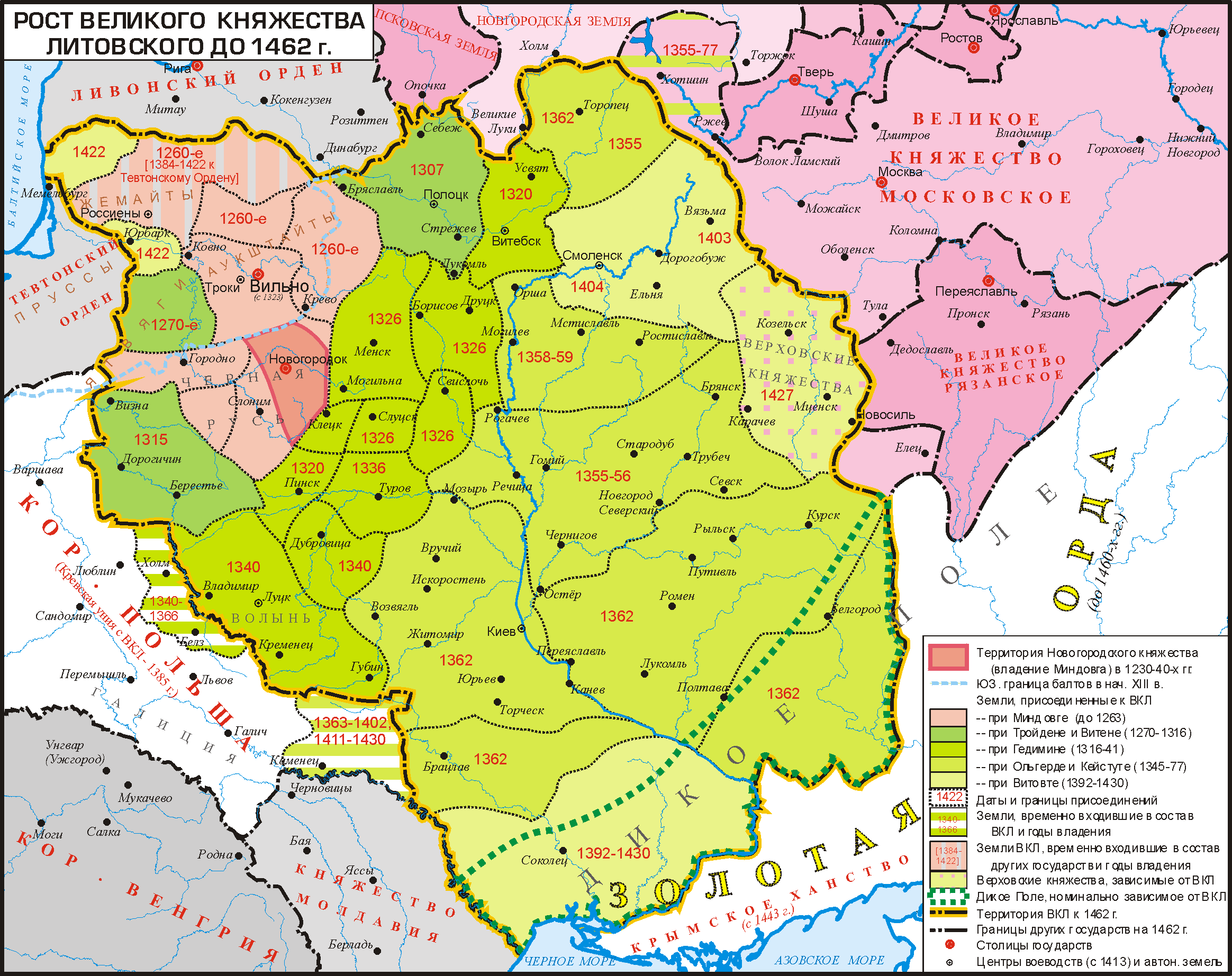
Рязанское и Верховские княжества на карте русских земель и Литовского княжества
в середине XV века

Ареал юго-восточной диалектной зоны сложился на основе диалектных явлений преимущественно рязанского происхождения, которые широко распространились из области своего первоначального формирования на запад и на север (позднее — в южном направлении). Тесно с рязанскими были связаны верховские говоры.
Эта связь отражена, в частности, в совпадении ареала юго-восточной диалектной зоны с территориями средневековых Рязанского и Верховских княжеств XIV—XV веков (если не учитывать входящие в ареал современной диалектной зоны лесостепные и степные районы, которые были освоены позднее, начиная со второй половины XVI века, причём в их освоении участвовали в основном носители рязанских и верховских говоров). Говоры, распространённые на территориях Рязанского и Верховских княжеств, вероятнее всего, имели общее происхождение, появление у них языковых различий объясняется последующей относительной изоляцией населения указанных княжеств в пределах своих государственных образований (либо под властью соседнего государства — Верховские княжества до начала XVI века находились в составе Великого княжества Литовского).
Большое число языковых явлений юго-восточной диалектной зоны относится к инновациям. Например, такая морфологическая черта, как наличие форм винительного падежа единственного числа существительных мать и дочь, образованных с суффиксом -ер- и окончанием -у: ма́тер’у, до́чер’у. При сохранении соотношения наиболее старых форм (формы именительного падежа с основой мат’-, доч’- при формах косвенных падежей, включая форму винительного падежа, с основой матер’-, дочер’), формы именительного падежа с редукцией окончания (ма́ти > мат’, до́чи > доч’) и переход форм мать и дочь в продуктивный класс склонения (формы винительного падежа ма́тер’у, до́чер’у) являются сравнительно поздними по времени.
Помимо инноваций, распространявшихся с территории Рязанского княжества, для юго-восточного ареала характерно также сохранение архаизмов, утраченных во всех остальных или в большинстве русских говоров. Так, например, к архаическим явлениям относят отсутствие перехода гласной е в о в формах глаголов I спряжения (нес[е́]ш, нес[е́]т, нес[е́]м, нес[е́]те). В остальных говорах русского языка процессы перехода е в о, обусловленные падением редуцированных, начались уже с XII — начала XIII веков. Архаичными являются также формы родительного падежа единственного числа местоимения 3-го лица женского рода с преобладанием согласного /н/ после предлога (у ней, реже у нейо́).
В истории формирования юго-восточной диалектной зоны среди особенностей образования разного рода явлений отмечаются особенности распространения формы местоимения 3-го лица множественного числа в именительном падеже они́ (старая форма именительного падежа множественного числа мужского рода). Данная форма, по мнению А. И. Сологуб, является, вероятнее всего, рязанской по происхождению, так как в пределах юго-восточной диалектной зоны именно в рязанских говорах она отмечается в исключительном распространении. Согласно памятникам письменности, тенденции к устранению различий во множественном числе у местоимения 3-го лица наблюдались уже в XIII—XIV веках, при этом в западных русских говорах сохранялась как единственная форма оны́, в северо-восточных и центральных — оне́, а в рязанских — они́. Изначально форма они́ распространяется на всей территории современной юго-восточной диалектной зоны, а после вхождения Рязанского княжества с его землями с XVI века в состав Московского государства — распространяется в Москве и её окрестностях (вытесняя здесь форму оне́), а затем и далее в северо-западном направлении. Дальнейшему распространению этой формы местоимения способствовало то, что форма они́ стала нормой русского литературного языка.
Сравнительно широко распространилась в русских говорах и такая юго-восточная по происхождению черта, как употребление в возвратных формах глаголов настоящего и прошедшего времени единственного числа частицы -си после согласных [л] и [ш]. Данная черта установилась в говорах юго-восточной диалектной зоны, вероятно, уже после XV века. Об этом свидетельствует полное отсутствие частицы -си в московских и других центральных говорах, а также отсутствие чёткой границы в употреблении той или иной формы возвратной частицы на стыке ареалов современных юго-западной и юго-восточной диалектных зон. Распространение частицы -си в северо-западной диалектной зоне, возможно, происходило после включения Рязанского княжества в состав Московского государства так же, как и распространение общеюжнорусских форм глаголов рязанского происхождения типа нес’т’, печ’, ит’и́т’ / ид’и́т’.
Рязанское княжество не являлось исключительным центром формирования языковых новообразований в пределах границ современной юго-восточной диалектной зоны.
Некоторые из диалектных явлений юго-восточной локализации могли изначально складываться в пределах Верховских княжеств, после чего распространялись на восток — в ареал рязанских говоров. В числе таких явлений отмечается, по-видимому, ассимилятивно-прогрессивное смягчение задненёбных согласных. По мнению К. Ф. Захаровой, смягчение [к] после парных мягких согласных и /j/ (ба́[н’к’]а «банька», ча[йк’]у́ «чайку» — в курско-орловских говорах) является наиболее ранней разновидностью ассимилятивно-прогрессивного смягчения, а смягчение [к] после парных мягких согласных, /j/ и /ч/ (до́[ч’к’]а — в рязанских говорах) сложилось позднее. Предположительно в конце XIV — в XV веках в русском языке формируются явления, связанные с развитием категории мягкости / твёрдости согласных и с процессами ассимиляции по мягкости / твёрдости, ставшие впоследствии диалектными (признаки такого смягчения широко отражены в Московских памятниках XV века). В этот период ряд городов и земель Верховских княжеств вошли в состав Московского государства, в то время как Рязанское княжество оставалось самостоятельным. Новые политические границы между Рязанским и Верховскими княжествами способствовали появлению различий в развитии ассимилятивного прогрессивного смягчения согласного [к] на их территориях. Возможно, это явление стало распространяться в ареале современных рязанских говоров на рубеже XV—XVI веков и сразу же охватило все позиции смягчения, включая позицию после /ч/. Вероятно также, что ассимилятивное прогрессивное смягчение (не охватывавшее позицию после /ч/) уже было распространено в Рязанском княжестве с XIV века и в период независимого существования Рязанского княжества приобрело свой особый характер. В прошлом, согласно точке зрения К. Ф. Захаровой, ассимилятивно-прогрессивное смягчение задненёбных согласных занимало обширный сплошной ареал от рязанских говоров на юге до вологодских — на севере. В результате процесса постепенной утраты данного явления в центральных русских говорах ареал смягчения задненёбных разделился на две части, южную (территорию современной юго-восточной диалектной зоны) и северную, на каждой из которых смягчение задненёбных развивалось со своими особенностями.
Ряд диалектных явлений мог распространяться в юго-восточной диалектной зоне из других диалектных объединений русского языка и по-новому осмысляться на юго-восточной территории. Так, с запада, по мнению В. Г. Орловой, на территорию юго-восточной диалектной зоны распространилось такое явление, как перенос ударения с флексии на основу в формах глаголов типа да́риш, ва́риш, ва́лиш, та́ш’ш’иш. В говорах юго-востока со сложившейся в них к этому времени системой неразличения гласных возникало «ложное» с этимологической точки зрения «прояснение» этого гласного, постоянно предударного в парадигмах этих глаголов с образованием форм типа д[о́]риш, в[о́]риш. Юго-восточная диалектная зона была центром данного изменения, на что указывают стабилизация здесь форм этого рода от наибольшего количества глаголов и исключительное употребление формы т[о́]ш’ш’иш. После включения рязанских областей в Московское государство формы с меной ударных гласных а и о распространились на запад и северо-запад (наиболее продуктивной из данных форм оказалась форма пл[о́]тиш, некогда имевшая перспективу стать нормой литературного языка).
Важную роль сыграло юго-восточное диалектное объединение в формировании восточных среднерусских говоров. Исторически эти говоры представляют собой основной ареал ростово-суздальского диалекта, который в разной степени разделил с говорами Рязанской земли или воспринял от них фонетические тенденции или усвоил уже сформировавшиеся черты говоров юго-востока.
С юга на север в ростово-суздальский ареал распространились такие явления юго-восточной локализации, относящиеся к инновациям, как формы деепричастий прошедшего времени на -мши; наличие лексикализованных случаев употребления вставных гласных [а] или [ъ] в словах п[а]шоно́ или п[ъ]шоно́, с[а]моро́дина или с[ъ]моро́дина и т. д. Распространение явлений юго-восточного происхождения в восточном среднерусском ареале происходило с разной степенью интенсивности, что связывается с разным временем их распространения, с изменениями тенденций языкового развития, с различием в продуктивности явлений, с изменениями политических границ, с массовыми перемещениями населения и т. д. Предположительно, под влиянием безударного вокализма говоров юго-восточной локализации сложилась система безударного вокализма владимирско-поволжских говоров. Процессы, протекавшие в двух указанных ареалах, были общими до некоторого времени, после чего в восточных среднерусских говорах изменения системы вокализма прекратились (в таком виде этот переходный тип вокализма сохранился до настоящего времени), а в юго-восточных говорах изменения продолжились и привели к формированию современного аканья. В сфере влияния говоров юго-востока оставались только южные говоры ростово-суздальского происхождения, включая московские говоры, в которых аканье было со временем усвоено.
Помимо исторического взаимовлияния говоры юго-востока и восточные среднерусские говоры объединяются рядом явлений, относящихся к общему архаическому пласту, например, наличием форм существительных в творительном падеже множественного числа, образованных с окончанием -ми (ночьми́ «ночами», грудьми́ «грудями», лошадьми́); наличием форм именительного падежа множественного числа кратких предикативных прилагательных с окончанием -и после мягкого согласного (сы́ти, ра́ди) и т. д.

## Языковые черты
Юго-восточная диалектная зона в отличие от большинства других диалектных зон русского языка образуется совмещением сравнительно большого числа ареалов языковых явлений. Значительная часть этих ареалов компактно размещена в пределах южнорусского наречия; черты, образующие данные ареалы, включены в число черт основного пучка изоглосс юго-восточной диалектной зоны. Некоторая часть ареалов в разной мере выходит за пределы территории южнорусского наречия; черты, образующие данные ареалы, включены в число черт пяти вариантов основного пучка изоглосс.

### Основной пучок изоглосс
Северная граница ареала основного пучка изоглосс в общих чертах совпадает с границей южного наречия со среднерусскими говорами. Западная граница проходит по территории распространения межзональных говоров А, не заходя на территорию западных южнорусских говоров.

Языковой комплекс основного пучка юго-восточной диалектной зоны, характеризующий прежде всего курско-орловские, рязанские, тульские, елецкие и оскольские говоры, включает следующие черты:
1. Ассимилятивное прогрессивное смягчение согласного [к] в положении после парных мягких согласных и /j/ (не учитывая разновидностей этого явления в отдельных группах говоров): ба́[н’к’]а «банька», ча[йк’]у́ «чайку», но до́[ч’к]а и до́[ч’к’]а «дочка». В целом явление ассимилятивного прогрессивного смягчения задненёбных согласных, включающее различные варианты, помимо юго-восточной диалектной зоны сравнительно широко распространено и в других диалектных объединениях русского языка[52][53]. В говорах Костромской группы и северной части Владимирско-Поволжской группы отмечается смягчение [к], [г], [х] после парных мягких согласных при отсутствии смягчения после /ч/ и /j/. В южной части территории распространения говоров Вологодской группы [к], [г], [х] смягчаются как после парных мягких согласных, так и после /ч/ и /j/. В говорах Курско-Орловской группы смягчается только [к] в позиции после парных мягких согласных и /j/ при отсутствии смягчения после /ч/ (/ш’/). В говорах Рязанской группы и межзональных говорах Б смягчение [к] наблюдается после парных мягких согласных, /j/ и /ч/[54][55][56]. Как и в курско-орловских говорах, смягчение [к] после парных мягких согласных и /j/ отмечается в говорах Донской группы[57].
2. Наличие форм винительного падежа единственного числа существительных мать и дочь, образованных с суффиксом -ер- и окончанием -у: ма́тер’у, до́чер’у (см. карты пучков изоглосс 1, 2, 3). В других говорах русского языка распространены такие формы существительных мать и дочь, как[58]: ма́ти, до́чи в именительном падеже — ма́тер’, до́чер’ в винительном падеже, отмечаемые в говорах Вологодской и Онежской групп[59]; ма́тер’, до́чер’ и в именительном и в винительном падежах, известные в вологодских и белозерско-бежецких говорах[60][61] (также совпадение форм именительного — винительного падежей ма́тер’, до́чер’ известно в рассеянном распространении в псковских и южнорусских говорах); мат’, доч’ при форме винительного падежа мат’, доч’ — подобное совпадение форм именительного — винительного падежей встречается повсеместно, при этом их исключительное распространение отмечается в говорах центральной диалектной зоны, а также в части северо-западных и северо-восточных севернорусских говоров; мат’, доч’ — ма́тер’, до́чер’; мат’, доч’ — ма́тер’а, до́чер’а; ма́тер’, до́чер’ — ма́тер’у, до́чер’у; ма́тер’а, до́чер’а — ма́тер’у, до́чер’у — такие формы встречаются в рассеянном распространении в основном в говорах южного наречия в сосуществовании с другими формами — в курско-орловских и оскольских говорах отмечаются формы мат’ — ма́тер’а и мат’ — ма́тер’у[62][63], в рязанских — ма́тер’ (реже ма́тер’а) — ма́тер’у (реже ма́тер’)[64].
3. Распространение форм существительных среднего рода с окончанием -о́ под ударением, согласующихся с прилагательными и местоимениями женского рода: кака́йа молокố «какое молоко», бол’ша́йа с’олố «большое село» и т. п.

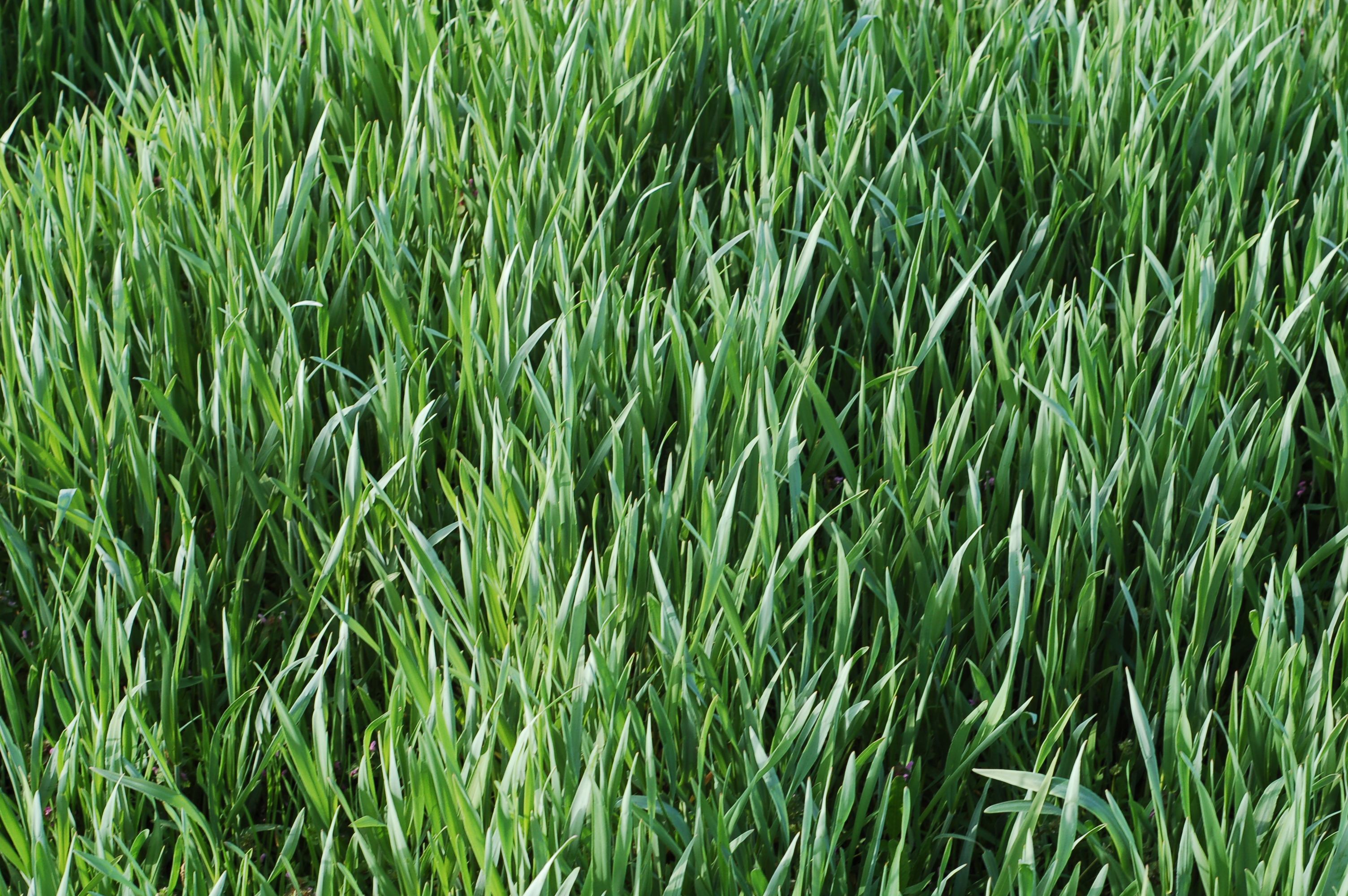
Зеленя — название всходов ржи в говорах юго-восточной диалектной зоны

1. Окончание -у́йа под ударением у прилагательных в форме винительного падежа единственного числа женского рода: молод[у́йа] жону́ «молодую жену».
2. Наличие форм повелительного наклонения глагола бежать — бежи́ «беги», бежи́т’о «бегите». За пределами юго-восточной диалектной зоны такие же формы встречаются в говорах Вологодской группы[65], а также в говорах Псковской группы[66] и на смежной с ними территории селигеро-торжковских говоров (бежи́, бежи́те)[67].
3. Употребление форм страдательных причастий вы́датой и отда́той. Такие же формы имеют нерегулярное распространение в ряде говоров других русских диалектных объединений.
4. Распространение слов: махо́тка «глиняный горшок различной формы для молока»; зеленя́ «всходы ржи»[~ 3]; хресте́ц, хрест (с начальным х-) «малая укладка снопов»; одо́нье, одо́нок «большая укладка снопов в поле»; стрыгу́н «жеребёнок на втором году»[~ 4] и других слов.

Помимо перечисленных отмечается также ещё некоторое число изоглосс, близких по очертаниям к основному пучку, но имеющих одну особенность: они проходят приблизительно по границе Тульской группы говоров, тем самым исключая её территорию из ареала юго-восточной диалектной зоны:
1. Случаи совпадения гласных /е/, /а/ и /и/ в гласном [а] в заударных слогах после мягких согласных перед твёрдыми: мế[с’а]ц «месяц», де́[н’а]г «денег», бро́[с’а]л «бросил».
2. Парадигма глаголов I спряжения с гласным [е] в основе, не изменившимся в [о][~ 5][68][69], на примере глагола нести[41]:

|        | Единственное число | Множественное число |
| ------ | ------------------ | ------------------- |
| 1 лицо | несу́               | нес[е́]м             |
| 2 лицо | нес[е́]ш            | нес[е́]те            |
| 3 лицо | нес[е́]т            | несу́т               |
1. Употребление личных форм глагола ловить с гласным [а́] под ударением: ла́виш «ловишь», ла́вит «ловит» и т. п.
2. Исключительное распространение слова ча́пля («сковородник»). Все словоформы с корнем чап (цап) — ча́пля, ца́пля, ча́пельник, чапле́йка и т. п., обозначающие «приспособление для доставания сковороды из печи», — входят в характеристику южнорусского наречия на основе двучленных соответственных явлений. Они противопоставляются распространённому в севернорусском наречии слову сковоро́дник с тем же значением (исключение составляет слово сковоро́день в межзональных говорах А южного наречия).

### Изоглоссы варианта А

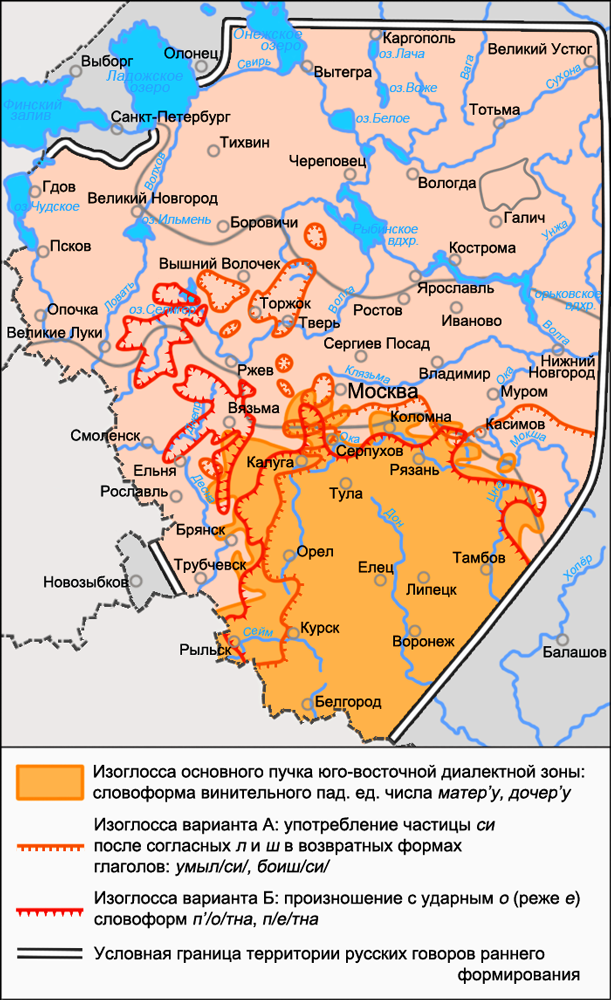
Варианты А и Б основного пучка изоглосс юго-восточной диалектной зоны (карта пучков изоглосс 2)

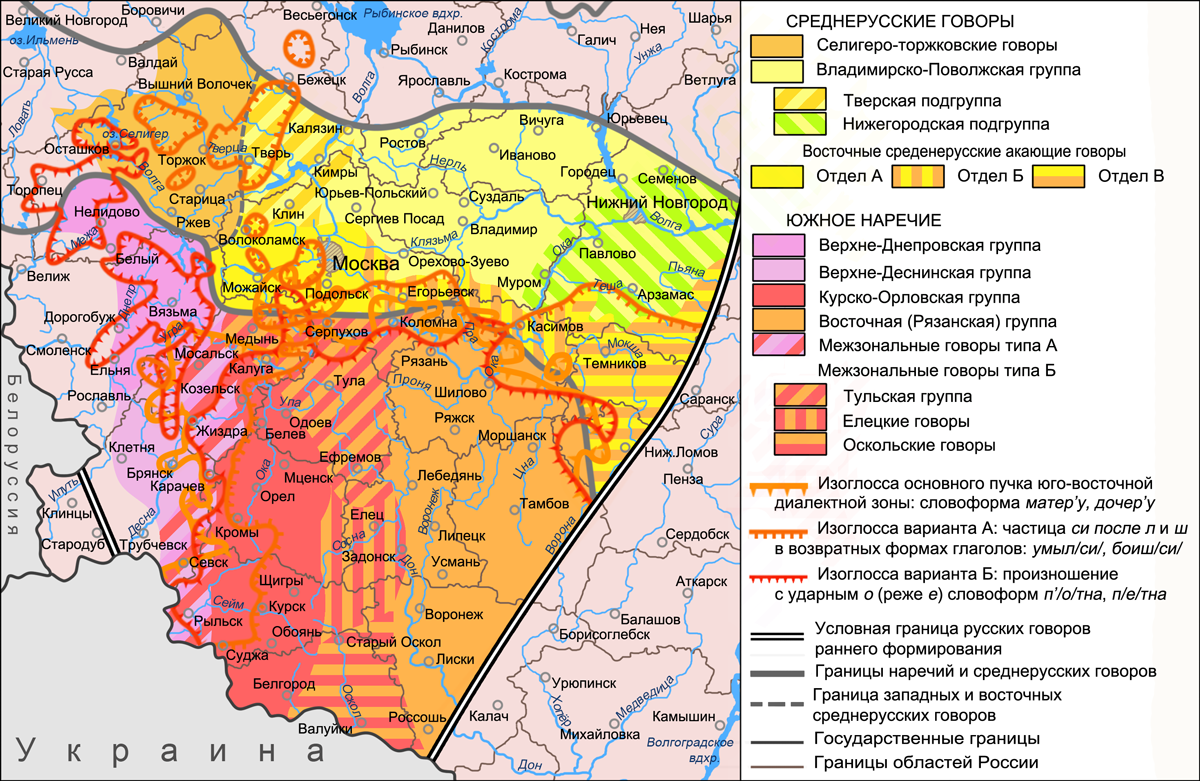
Южнорусские и среднерусские диалектные объединения в пределах ареалов языковых явлений основного пучка изоглосс и пучков изоглосс вариантов А и Б

Пучок изоглосс варианта А отличается по очертаниям от основного пучка тем, что:
- на западном отрезке продвигается на запад меньше, чем основной пучок изоглосс, только до линии Калуга — Орёл — Курск, в связи с чем соответствующие языковые черты неизвестны на западной части территории Курско-Орловской группы;
- на северном отрезке удаляется от основного пучка в северо-западном и северо-восточном направлениях, что указывает на наличие языковых черт варианта А юго-восточной диалектной зоны в восточных среднерусских акающих говорах отделов А и В, при этом островные ареалы изоглосс варианта А распространены на северо-запад вплоть до территории селигеро-торжковских говоров.

К языковым чертам пучка изоглосс варианта А юго-восточной диалектной зоны относятся:
1. Произношение слова старший с мягким [р’] в основе: ста́[р’]ший.
2. Распространение формы родительного падежа множественного числа с окончанием -ов у существительных женского рода с окончанием -а, имеющих как твёрдую, так и мягкую основу: ба́бушк[ов] «бабушек», дере́вн’[ов] «деревень» и т. п. Данная черта относится к числу явлений варианта А, распространённых на части территории селигеро-торжковских говоров.
3. Исключительное распространение названий ягод с суффиксом -ик-, совпадающих с названиями ягод в литературном языке: земл’ан[и́к]а, черн[и́к]а, брусн[и́к]а и т. п. Данные названия широко распространены и в других диалектных объединениях русского языка, но они обычно сосуществуют с названиями, образованными с суффиксами -иг- или -иц-: земл’ан[и́г]а, черн[и́г]а, брусн[и́г]а; земл’ан[и́ц]а, черн[и́ц]а, брусн[и́ц]а и т. п.[73] Названия ягод с суффиксом -иг- входят в языковую характеристику говоров Владимирско-Поволжской группы (за исключением говоров Тверской подгруппы)[74], а названия ягод с суффиксом -иц- являются характерными для западных среднерусских говоров[75], для говоров Западной и Верхне-Днепровской групп южного наречия[76][77], а также для говоров северного наречия с разной степенью регулярности для различных частей севернорусского ареала[78].
4. Наличие местоимения 3-го лица множественного числа в именительном падеже с окончанием -и — он[и́], известного на территории юго-восточной диалектной зоны в исключительном распространении. Данная форма реализуется также в литературном языке и отмечается во многих говорах за пределами юго-восточной диалектной зоны в сосуществовании с такими формами, как он[е́] и он[ы́]. Форма с окончанием -е — он[е́] — распространена в говорах северо-восточной диалектной зоны[79], форма с окончанием -ы — он[ы́] — характерна для говоров западной диалектной зоны[80], поморских говоров северного наречия[81] и восточных среднерусских говоров отдела Б[82][43].
5. Наличие в возвратных формах глаголов настоящего и прошедшего времени частицы -си после согласных [л] и [ш]: умы́л[си], бои́ш[си] и т. п.[83] (см. карту пучков изоглосс 2). Наличие частицы -си в возвратных формах глаголов встречается также на части территории селигеро-торжковских говоров и в восточных среднерусских акающих говорах (наряду с -с’а)[31]. По качеству гласного в возвратных частицах в говорах русского языка также отмечаются формы типа умы́л[се], умо́йеш[с’о] наряду с умы́л[с’а] (в говорах Вологодской группы)[84]; умы́л[се] (в говорах Поморской группы)[85]; умо́йеш[си] после [ш] и умы́л[си] наряду с умы́л[сы] после [л] (в говорах восточной части северо-западной диалектной зоны[86], прежде всего в лачских[87] и ладого-тихвинских[88]); умы́л[са] — в говорах Владимирско-Поволжской группы[67] и умы́л[с’а] — в большинстве остальных русских говоров[28].
6. Употребление ударного гласного [о́] в формах настоящего времени глагола тащить (кроме формы 1-го лица единственного числа)[89]:

|        | Единственное число | Множественное число |
| ------ | ------------------ | ------------------- |
| 1 лицо | таш’ш’у́            | т[о́]ш’ш’им          |
| 2 лицо | т[о́]ш’ш’иш         | т[о́]ш’ш’ите         |
| 3 лицо | т[о́]ш’ш’ит         | т[о́]ш’ш’ат          |
Данная черта относится к числу явлений варианта А, распространённых на части территории селигеро-торжковских говоров. Изменение ударного гласного на [о́] в основе глагола тащить как одно из наиболее последовательных языковых явлений входит в характеристику восточных среднерусских акающих говорах.

### Изоглоссы варианта Б
Пучок изоглосс варианта Б в целом по очертаниям совпадает с основным пучком изоглосс. Единственным его отличием является то, что островные ареалы черт варианта Б распространены к северо-западу от ареала основного пучка и охватывают более западные говоры южного наречия, относящиеся к Верхне-Днепровской группе, и небольшую часть среднерусских селигеро-торжковских говоров. Данный пучок включает в себя только две изоглоссы:
1. Произношение с ударным [о́] (реже [е́]) формы именительного падежа множественного числа существительного п’[о́]тна (п[е́]тна) (см. карту пучков изоглосс 2).
2. Распространение форм существительных женского рода, оканчивающихся на мягкий согласный, в именительном падеже множественного числа с окончанием -а́ под ударением: лошад’а́, деревн’а́, зелен’а́, плош’ш’ад’а́ «площади», печ’а́ «печи» и т. п.[91] Данное явление известно за пределами юго-восточной диалектной зоны в говорах Гдовской группы[92], в говорах западной части ареала Псковской группы[93] и в акающих говорах отдела В[94].

### Изоглоссы варианта В

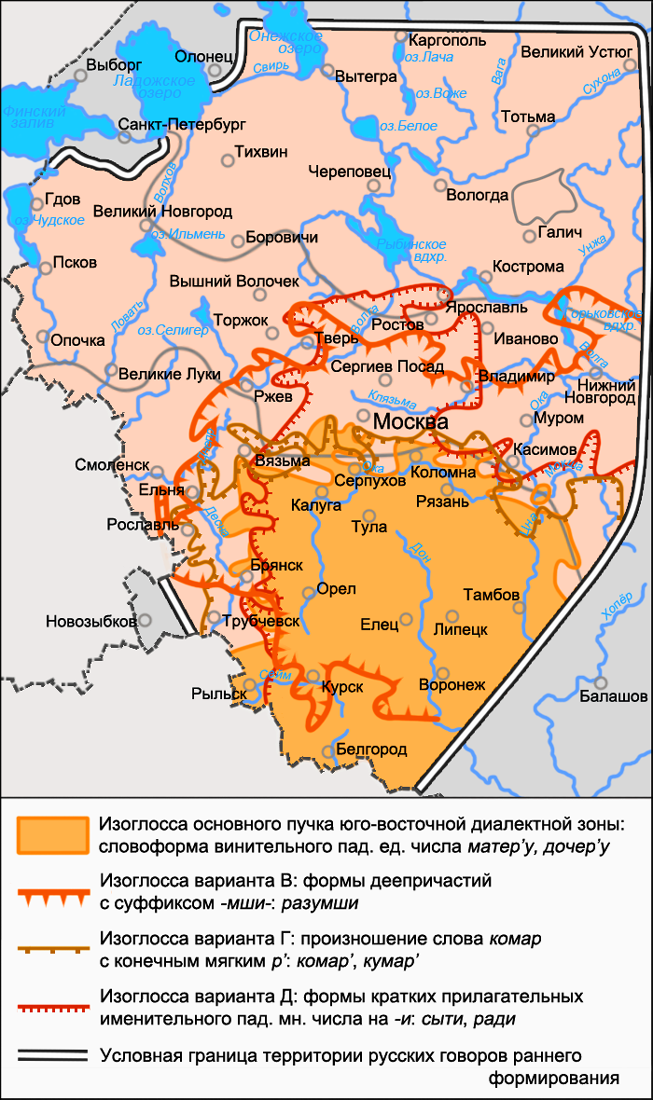
Варианты В, Г и Д основного пучка изоглосс юго-восточной диалектной зоны (карта пучков изоглосс 3)

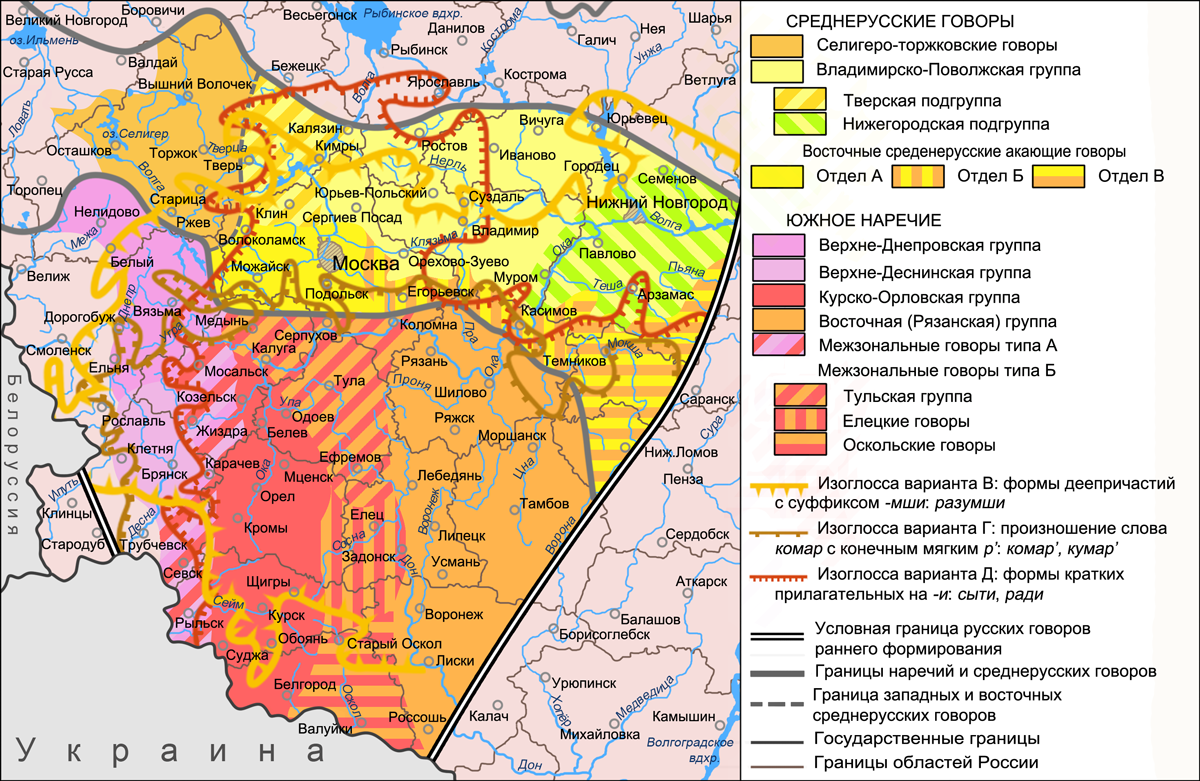
Южнорусские и среднерусские диалектные объединения в пределах ареалов языковых явлений пучков изоглосс вариантов В, Г и Д

Пучок изоглосс варианта В имеет следующие отличия по очертаниям от основного пучка:
- на западном отрезке изоглоссы варианта В доходят до границы России с Беларусью (захватывая при этом небольшую часть ареала Западной группы говоров), но проходят на некотором удалении от границы с Украиной, в связи с чем диалектные явления варианта В распространены на части территории более западных говоров южного наречия, входящих в состав Верхне-Днепровской и Верхне-Деснинской групп, но неизвестны в южных районах юго-восточной диалектной зоны, в том числе и на большей части территории оскольских говоров;
- на северном отрезке изоглоссы варианта В продвигаются на север дальше, чем изоглоссы основного пучка и изоглоссы других вариантов, охватывая при этом территории восточных среднерусских окающих говоров: значительную часть северных говоров Владимирско-Поволжской группы и всю территорию южных говоров этой группы.

Пучок изоглосс варианта В юго-восточной диалектной зоны включает такие языковые черты, как:
1. Совпадение заударных гласных /а/ и /о/ в гласном [а] в конечном закрытом слоге: в го́р[а]д, вы́д[а]л и т. д.[96] Особенностью распространения этой черты является её отсутствие в восточных среднерусских акающих говорах отдела А и в окающих говорах на территории между городами Тверь и Переславль-Залесский. Совпадение заударных гласных /а/ и /о/ в гласных [а] или [ъ] (неразличение гласных неверхнего подъёма) после твёрдых согласных в заударных слогах (в го́р[ъ]дê, го́р[ъ]д или го́р[а]д, на́д[ъ] или на́д[а], вы́д[ъ]л или вы́д[а]л и т. п.), взятое в целом, входит в характеристику южного наречия на основе двучленных соответственных явлений[97].
2. Произношение слов со вставными гласными [а] или [ъ]: п[а]шоно́ или п[ъ]шоно́, с[а]моро́дина или с[ъ]моро́дина. В отличие от ареалов всех остальных явлений варианта В ареал данного явления менее распространён в западном направлении. Вставной гласный [ъ] в указанных словах отмечается как характерная черта в восточных среднерусских говорах[98].
3. Наличие у существительного скамья в форме именительного падежа множественного числа гласного [о́] в основе под ударением — ск[о́]мйи.
4. Распространение форм существительных в творительном падеже множественного числа, образованных с окончанием -ми в отличие от окончания -ами в других говорах: ночьми́ «ночами», грудьми́ «грудями», зорьми́ «зорями», слезьми́ «слезами», коньми́ «конями» и т. п. Данное явление широко распространено в говорах Донской группы — формы существительных с окончанием -ми встречаются в значительном числе слов, включая и такие слова, у которых в других говорах юго-восточной диалектной зоны это окончание не отмечено[99][100]. На севере ареал данной языковой черты полностью охватывают восточные среднерусские говоры[98]. В западной части ареала употребление форм существительных с окончанием -ми в отличие от других явлений варианта В распространено в меньшей степени.
5. Наличие деепричастий прошедшего времени с суффиксом -мши: разу́мши (см. карту пучков изоглосс 3). Данное явление входит в характеристику восточных среднерусских говоров[83][98].
6. Распространение слов: кресте́ц, крест, хресте́ц, хрест «малая укладка снопов в поле» — узкий ареал этих слов только с начальными х- входит в число ареалов основного пучка изоглосс, ареал только с начальными к- входит в число ареалов западной части Владимирско-Поволжской группы говоров; пали́ца «часть сохи»; стрига́н, стригу́н, стрыгу́н «жеребёнок на втором году» — узкий ареал в форме стрыгу́н входит в число ареалов основного пучка изоглосс[~ 4]. Ареалы данных слов продвигаются на север до линии Тверь — Иваново, выходя за пределы пучка изоглосс варианта В.

Совпадение заударных гласных /а/ и /о/ в гласном [а] в конечном закрытом слоге; словоформа ск[о́]мйи; деепричастия прошедшего времени с суффиксом -мши, а также слова кресте́ц, крест; пали́ца; стрига́н, стригу́н распространены на запад настолько, что охватывают полностью южную часть территории Западной группы говоров.

### Изоглоссы варианта Г
Пучок изоглосс варианта Г на его северном отрезке по очертаниям совпадает с основным пучком изоглосс, но к западу продвигается от ареала основного пучка далее до линии Рославль — Трубчевск, в связи с чем языковые черты изоглосс варианта Г распространены на части территории более западных говоров южного наречия — в ареале Верхне-Деснинской группы говоров и в южной части ареала Западной группы говоров (во многом так же, как и изоглоссы варианта В на их западном отрезке). Данный пучок включает в себя всего две изоглоссы:
1. Произношение слова комар с конечным мягким согласным /р’/: кома́[р’] (см. карту пучков изоглосс 3). Данная диалектная черта за пределами южного наречия известна в восточных среднерусских акающих говорах отдела Б (кума́[р’])[82] и за пределами говоров первичного формирования является характерной для Донской группы[57].
2. Распространение форм глагола сыпать, дремать и других, образованных с таким соотношением основ, как: сы́[пл’]у, сы́[п]еш или сы́[п’]у, сы́[п]еш и т. д.

### Изоглоссы варианта Д
Пучок изоглосс варианта Д на западном отрезке в целом не отличается по очертаниям от основного пучка изоглосс. На северном отрезке изоглоссы варианта Д продвигаются от Москвы в северо-западном и северном направлениях относительно изоглосс основного пучка и изоглосс других вариантов до границы среднерусских говоров с северным наречием. Таким образом, ареалы пучка изоглосс варианта Д охватывают западную часть территории восточных среднерусских окающих говоров и неизвестны в говорах её восточной части.
Пучок изоглосс варианта Д юго-восточной диалектной зоны характеризуется следующими языковыми чертами:
1. Распространение форм именительного падежа множественного числа кратких предикативных прилагательных с окончанием -и после мягкого согласного: сы́ти, ра́ди и т. п. (см. карту пучков изоглосс 3). Наличие такого типа предикативных прилагательных входит в характеристику восточных среднерусских говоров[98], вместе с тем данная языковая черта отсутствует в говорах восточной части ареала Владимирско-Поволжской группы говоров[104].
2. Произношение слова гриб с твёрдым [р]: г[ры́]б. Такое произношение встречается на значительном удалении от основного ареала этого явления — в говорах Онежской группы северного наречия[59]. Данное явление широко известно на территории восточных среднерусских говоров[98]. Наряду с наличием предикативных прилагательных сы́ти, ра́ди и распространением слов кресте́ц, крест произношение слова гриб с твёрдым [р] входит в число черт юго-восточной диалектной зоны, выделяющих западную часть Владимирско-Поволжской группы говоров[104].

К изоглоссам варианта Д близки по своим очертаниям две изоглоссы с нерегулярным и редким распространением их языковых черт на юго-западе ареала юго-восточной диалектной зоны и широким распространением в восточных среднерусских акающих говорах и южных говорах Владимирско-Поволжской группы:
1. Ассимилятивное смягчение губных согласных перед мягкими заднеязычными: дế[ф’к’]и «девки», ма́[м’к’]и «мамки» и т. п.
2. Смягчение заднеязычных звонких согласных в основе существительных при образовании форм творительного падежа множественного числа: у́т[ки]ми «утками», де́н’[ги]ми «деньгами» и т. п.

### Другие языковые черты
В юго-восточной части территории распространения русских говоров раннего формирования встречаются языковые черты, которые не включены в характеристику юго-восточной диалектной зоны, хотя их ареалы и близки по очертаниям ареалам языковых черт этой зоны. Некоторые из таких диалектных явлений (распространённых также и в говорах Донской группы) упоминаются, в частности, в работе Л. Л. Касаткина (их ареалы меньше по охвату, чем ареалы черт основного пучка изоглосс юго-восточной зоны, в связи с чем эти явления известны не во всех диалектных объединениях юго-востока). В их числе отмечаются:
1. Нелабиализованный гласный на месте [у] в безударных слогах, за исключением первого предударного: м[а]жики́ «мужики», д[а]хота́ «духота» и т. п. или м[ъ]жики́, д[ъ]хота́ и т. п.[106]
2. Случаи редукции безударных гласных «до нуля»[107].
3. Распространение указательных местоимений э́нта, э́нти, э́нтот[108] и другие языковые черты.

В диалектологическом атласе «Язык русской деревни» И. А Букринской, О. Е. Кармаковой и других авторов в качестве примера, отражающего типичные черты юго-восточной диалектной зоны, приведена фраза — сену дюже далёкъ хадили убирать, дамой придёшь — с роɣачом нет сил управица. В этом примере отмечаются такие языковые явления, не включённые в характеристику юго-восточной диалектной зоны, как:
1. Склонение существительных среднего рода с безударными окончаниями по типу склонения существительных женского рода (по I склонению) — убирать сену[109].
2. Исключительное распространение слова дюже в значении «очень»[110].
3. Распространение слова рогач как названия ухвата (в пределах юго-восточной диалектной зоны данное слово характеризует прежде всего говоры Рязанской группы и межзональные говоры типа Б — тульские, елецкие и оскольские)[111].

Кроме того, в атласе «Язык русской деревни» помимо уже отмеченного в работе Л. Л. Касаткина наличия указательных местоимений э́нта, э́нти, э́нтот в качестве лексического явления юго-восточной диалектной зоны приводится распространение слова у́лица «весенне-летние гулянья».

### Языковые черты периферийной территории
Некоторые из языковых черт говоров юго-восточной диалектной зоны относятся к периферийным — данные черты объединяет особенность их размещения, при которой они не захватывают территорию так называемых центральных говоров (центральную диалектную зону). Члены соответственных явлений на периферии, как правило, диалектные, а в центральной диалектной зоне они совпадают с явлениями литературного языка. Диалектные явления на периферийной территории распространены в виде разрозненных ареалов, могут относиться к разным диалектным объединениям и никогда не охватывают периферийную территорию полностью. Так, например, наличию характерных для говоров центра форм именительного — винительного падежей существительных мать — дочь, образованных без суффикса -ер-, противостоит вся совокупность периферийных форм именительного — винительного падежей типа ма́тер’, до́чер’ — ма́тер’, до́чер’; ма́тер’, до́чер’ — ма́тер’у, до́чер’у; ма́тер’а, до́чер’а — ма́тер’у, до́чер’у и т. п., в числе которых и форма винительного падежа ма́тер’у, до́чер’у, распространённая в пределах юго-восточной диалектной зоны; личным формам глаголов I спряжения настоящего времени с обобщённым гласным о́ под ударением (нес[о́]ш, нес[о́]т, нес’[о́]м, нес[о́]те), характерным для центральной диалектной зоны, противопоставлены формы глаголов с обобщённым гласным е́ под ударением или с разного типа чередованием е́ и о́, включающие парадигму юго-восточной диалектной зоны типа нес’[е́]ш, нес’[е́]т, нес[е́]м, нес[е́]т, парадигму юго-западной диалектной зоны типа нес[е́]ш, нес[е́]т, нес’[о́]м, нес[е́]те и т. д.

## Говоры вторичного формирования
Языковые черты юго-восточной диалектной зоны известны в говорах вторичного формирования, в частности, в говорах Донской группы, в части русских говоров Башкортостана и в говорах других регионов, где преобладает речь переселенцев с территорий современных Тульской, Орловской, Курской, Белгородской, Рязанской, Липецкой, Тамбовской, Воронежской и других областей юго-востока Европейской части России.
В издании «Русской диалектологии» 2005 года донские говоры, ранее не рассматриваемые в пределах юго-восточной диалектной зоны, были включены в ареал данного диалектного объединения. В связи с тем, что карты пучков изоглосс диалектных зон были составлены на основе материалов диалектологического атласа русского языка (ДАРЯ), ареал Донской группы не представлен на этих картах, так как данные говоры были отнесены к говорам позднего формирования и не были включены в территорию обследования и картографирования при подготовке ДАРЯ.

В донских казачьих говорах отмечаются такие характерные юго-восточные диалектные черты, как: ассимилятивное прогрессивное смягчение задненёбного [к]; произношение с мягким [р’] слов типа кома́[р’]; распространение у некоторых существительных ударного окончания -ми в отличие от окончания -ами в других говорах: грудьми́, лошадьми́, слезьми́ и т. п.; окончание -ов у существительных женского рода множественного числа в родительном падеже: ба́бушк[ов], дере́вн’[ов] и т. п.; наличие ударного постфикса возвратных глаголов -си после согласных и другие языковые черты.
В говорах южнорусского типа на территории Башкортостана отмечаются: ассимилятивное прогрессивное смягчение [к]; распространение слов со вставными гласными (с[а]моро́дина); согласование существительных среднего рода с прилагательными и местоимениями женского рода (кака́йа молокố); употребление постфикса -си (умы́л[си]); реже встречаются такие явления, как: употребление формы существительного мать в винительном падеже единственного числа — ма́тер’у; повелительное наклонение глагола бежать — бежи́; наличие кратких предикативных прилагательных с окончанием -и после мягкого согласного типа сы́ти, ра́ди в соответствии с литературными сы́ты, ра́ды; наличие форм существительных женского рода, оканчивающихся на мягкий согласный, в именительном падеже множественного числа с окончанием -а́ под ударением: лошад’а́, деревн’а́ и т. п. и другие юго-восточные языковые черты.